# Духови прошлости (филм из 2022)
Духови прошлости (енгл. Bed Rest) амерички је хорор филм из 2022. године у режији и по сценарију Лори Еванс Тејлор. Главну улогу тумачи Мелиса Барера.
Приказиван је од 15. јула 2022. године у биоскопима у САД, односно 29. децембра у Србији. Добио је помешане рецензије критичара.

## Радња
Трудница на одмору почиње да се пита да ли је њена кућа уклета или је све у њеној глави.

## Улоге
| Глумац               | Улога           |
| -------------------- | --------------- |
| Мелиса Барера        | Џули Риверс     |
| Гај Бернет           | Данијел Риверс  |
| Кристен Харис        | Џулина акушерка |
| Ерик Атавале         | др Медоуз       |
| Иди Инксетер         | Делми Вокер     |
| Кристен Савацки      | Меландра Кинси  |
| Пол Есијембре        | Дин Витијер     |
| Марина Стивенсон Кер | госпођа Витијер |